# Demonax binotatithorax
Demonax binotatithorax är en skalbaggsart som beskrevs av Maurice Pic 1927. Demonax binotatithorax ingår i släktet Demonax och familjen långhorningar.
Artens utbredningsområde är Laos. Inga underarter finns listade i Catalogue of Life.